# Kathedrale von Santa Cruz de la Sierra

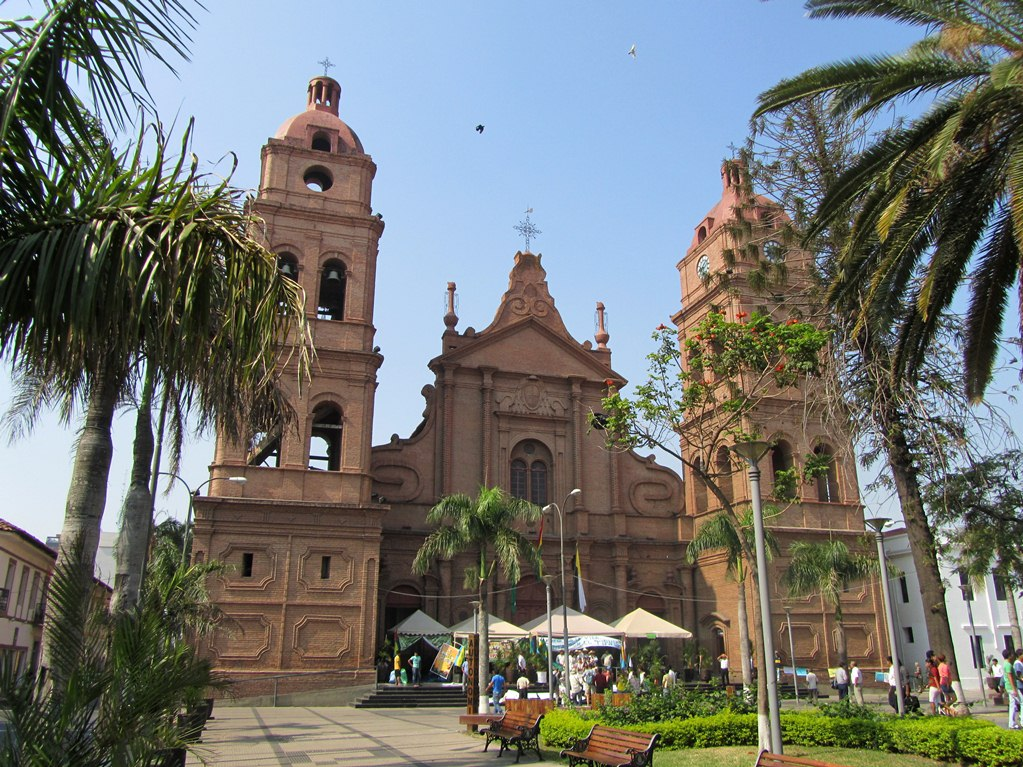
Kathedrale von Santa Cruz de la Sierra

Die Kathedrale von Santa Cruz de la Sierra oder Kathedralbasilika St. Lorenz (spanisch Catedral Basílica de San Lorenzo) ist die Kathedrale des römisch-katholischen Erzbistums Santa Cruz de la Sierra, gelegen am zentralen Platz des 24. September in Santa Cruz de la Sierra, der größten Stadt Boliviens. Sie ist dem Märtyrer Laurentius von Rom gewidmet und trägt zusätzlich den Titel einer Basilica minor, was zu der weiteren Bezeichnung Basílica Menor de San Lorenzo führte.

## Geschichte

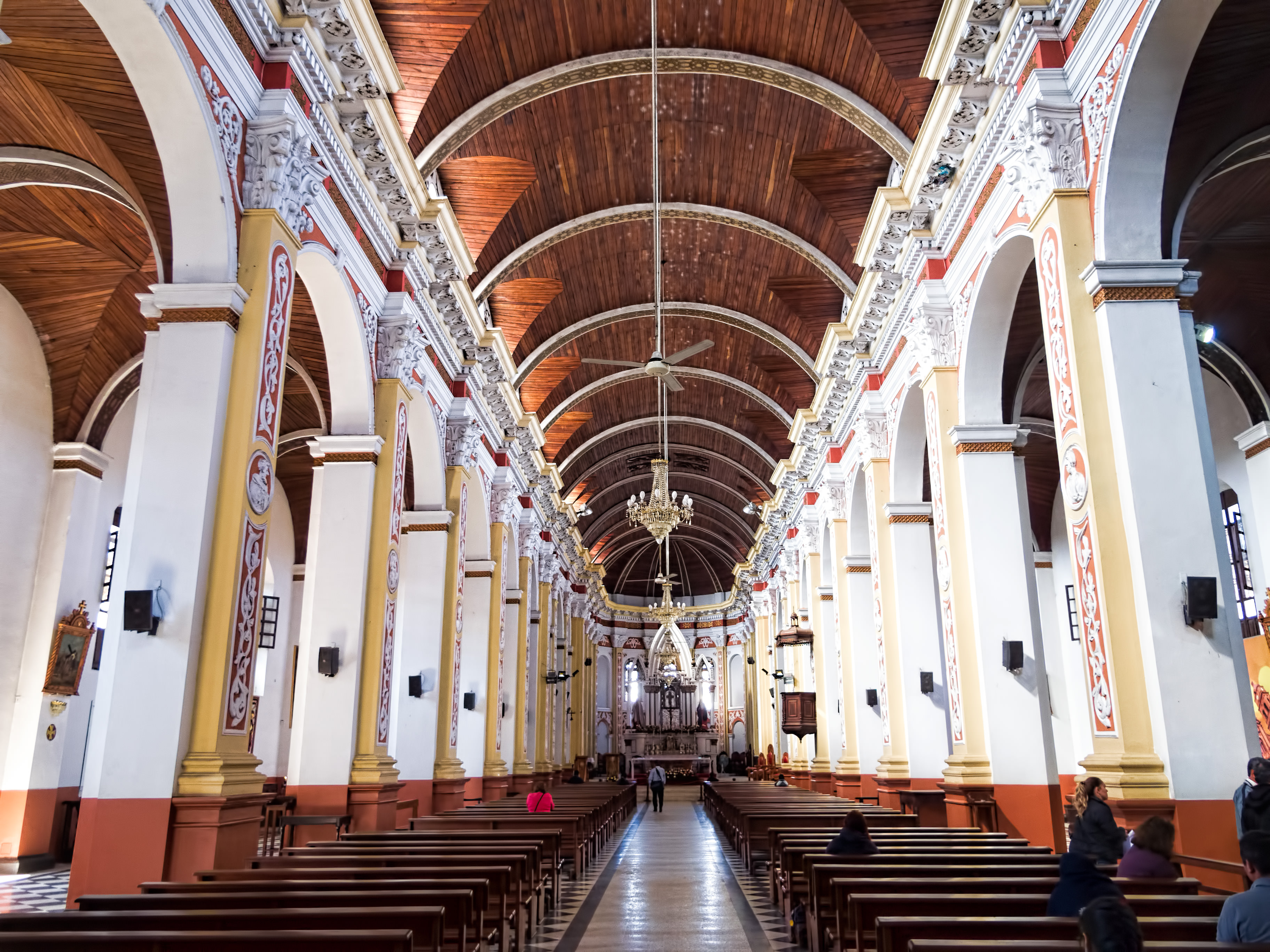
Innenraum

Die erste Kirche wurde von Bruder Diego de Porres unter der Herrschaft des Vizekönigs Francisco de Toledo gebaut. Zur Zeit des bolivianischen Präsidenten Marschall Andrés de Santa Cruz wurde der Ersatz der alten Kathedrale durch eine neue Kirche im eklektischen Stil beschlossen. Das Gebäude wurde 1845 vom französischen Architekten Felipe Bertrés entworfen, dann aber vom Waliser León Musnier im klassizistischen Stil verändert und schließlich 1915 vom Italiener Victor Querezolo beendet. 1968 wurde die Kathedrale äußerlich renoviert.
Papst Johannes Paul II. verlieh der Kathedrale 1980 den Titel einer Basilica minor und besuchte sie am 13. Mai 1988.

## Bauwerk
Erbaut wurde die Kathedrale ausschließlich aus Ziegelstein und Kalkmörtel. Sie ist bekannt für ihre hölzernen Gewölbe und für die aufgemalten Dekorationen. Teile des Hauptaltars wurden in der Jesuitenmission von San Pedro de Moxos in Silber geprägt. Weiter stammen auch vier plastische Reliefs aus derselben Mission. Einer der beiden Türme kann als Aussicht genutzt werden. Angeschlossen an die denkmalgeschützte Kathedrale ist ein Sakralmuseum.